# Дама (жена)
Вижте пояснителната страница за други значения на Дама.
Дама (на латински: domina, госпожа), както и лейди (Lady), е жена, принадлежаща към висшето съсловие, знатна госпожа, аристократка. В Средновековието е почетно обръщение към съпругите на рицарите (а също и за аристократите); по време на Френската революция названието дама става нарицателна дума за всички омъжени жени. Лейди също се използва и за съпруга на носителя на титлата „сър“.
Дамите имат изискани маниери, елегантен начин на обличане и обикновено произлизат от богато семейство. Мъжкият вариант на дама е джентълмен.